# TOKIO機動ポリス
『TOKIO機動ポリス』（トキオきどうポリス）は、著作：葉影立直、イラスト：須郷良によるフランス書院の官能小説。
1997年7月21日にはアダルトアニメ化され、ビームエンターテイメントより発売された。

## ストーリー
西暦2034年の東京 (TOKIO) シティ。内政が悪化した結果、警察の能力も低下してしまい、人々は民間の警備会社に頼っていた。主人公・伊吹紀子は、民間警備会社の1つであるTokio Private Police (TPP) の第1小隊に入隊し、クラブコップと呼ばれる最新鋭のメカを駆り、凶悪犯罪の解決に奔走する。

## 登場人物
伊吹紀子
声 - 河内笙子
19歳。
川崎靖雄
声 - 水野浩一
20歳。
山神景子
声 - 築山真由子
29歳。
大山イサム
声 - 松井亨
22歳。
倉石香代子
声 - 飯島早紀
26歳。
柴田課長
声 - 和泉健雄
31歳。

## スタッフ
- 原作：文・葉影立直、画・須郷良（フランス書院「ナポレオン文庫」刊『TOKIO機動ポリス』より）
- 企画：藤山譲二、天地悠大
- 監督：東森一
- プロデューサー：鈴木雅人、越中おさむ
- スーパーバイザー：Dr.POCHI
- 脚本：やまとゆう
- キャラクターデザイン・作画監督：冬来春遠
- メカニックデザイン：寺岡賢司
- 美術監督：勝又アイコ
- 美術設定：杉浦正一郎
- 色彩設定：虻川康之
- 撮影監督：森口洋輔
- 音響監督：黛計
- 音楽：アン・フー
- 仕上検査：虻川康之
- 特殊効果：前川孝
- リスワーク：マキ・プロ
- 音響効果：スワラプロ
- 録音スタジオ：タバック
- 編集：谷口肇、ファルコン
- タイトル：四丁目ファクトリー
- 現像：東京現像所
- ビデオ編集：スタジオブレーン
- 宣伝：岩崎洋介
- 制作進行：横瀬雄介、門傅直人
- 制作担当：平井義通
- 制作協力：シンデバン・フィルム
- 制作：ダンディライオン
- 製作：ビームエンターテイメント

## 関連商品
書籍
- 『TOKIO機動ポリス -美少女隊員、出動せよ!-』
  - 葉影立直/著者、須郷良/挿画
  - フランス書院〈ナポレオン文庫〉、1994年7月1日発売、ISBN 4-8296-2020-X

映像ソフト
- 『TOKIO機動ポリス Vol.1』 1997年7月21日発売 VHS:GBVZ-1002/LD:GBLZ-1002
- 『TOKIO機動ポリス Vol.2』 1997年8月21日発売 VHS:GBVZ-1003/LD:GBLZ-1003
- 『TOKIO機動ポリス』 1999年10月25日発売 DVD:GBBH-1160